# Вредная долгоножка
Вредная долгоножка, или болотная долгоножка (лат. Tipula paludosa) — вид насекомых из рода долгоножек. Является вредителем сельскохозяйственных культур.

## Внешнее строение
Тело взрослой вредной долгоножки серого цвета, в длину достигает 20—24 мм. Личинка цилиндрической формы, длиной 30—35 мм. Она не имеет конечностей. Яйцо до 1 мм, овальное, чёрное, блестящее.

## Образ жизни
Личинки кормятся корнями и отмершими частями растений. Вредные долгоножки дают одно поколение в год. Яйца откладываются в почву. Личинки ведут подземный образ жизни и зимуют в почве. Весной у молодых растений подгрызают корни, стебли и ближайшие к земле листья, вызывая серьёзное изреживание посевов.

## Распространение
Вид широко распространённый Евразии. Отсутствует на крайнем севере Европы, Фарерских островах и в Японии. На территории бывшего СССР встречается повсеместно. Численность вида в западной части ареала выше, чем в восточной. Завезен в Северную Америку.

## Вредная долгоножка и человек
На территории бывшего СССР это насекомое вредит в основном льну в увлажнённых районах Европейской части, особенно на торфянистых почвах. В меньшей степени повреждают коноплю, горох, картофель, кукурузу, ячмень, овёс, гречиху и различные овощи.
Для борьбы с вредной долгоножкой применяют инсектициды, осушение заболоченных участков, глубокую зяблевую вспашку и отравленные приманки.